# Los 40 (República Dominicana)
Los 40 (estilizado como LOS40; conocida anteriormente como Cadena 40 Principales y 40 Principales) es una estación radial dominicana de origen español, con una temática dedicada a la música actual en español e inglés. Los 40 pertenece a Prisa Radio, mayor grupo radiofónico en español con casi 28 millones de oyentes, más de 8 millones de usuarios únicos en internet, según comScore, y más de 1250 emisoras, entre propias, participadas y asociadas, con presencia en doce países:
De manera directa en ocho: Argentina, Colombia, Costa Rica, Chile, Estados Unidos, España (país original de la emisora), México y Panamá.
A través de franquicia de marcas y contenidos en otros cinco: Ecuador, Guatemala, República Dominicana, Paraguay y Nicaragua.
Los 40 inicia sus operaciones en República Dominicana el 18 de diciembre de 2012, de la mano de Radio Cadena Comercial hoy RCC Media presidida por el empresario Antonio Espaillat.
Transmitió su señal desde Santo Domingo en la frecuencia 103.3 FM, y en internet www.los40.do.
LOS40 siguió al aire con su programación hasta el 15 de noviembre del 2020. El 16 de noviembre del mismo año es sustituida por la 103.3 FM
El 8 de marzo de 2022, regresa LOS40 por el dial 88.5 FM y también en la frecuencia “96.7 FM” para toda la región este del país. En la actualidad Ricardo Espaillat es el “Director General” y en la “Dirección de Programación” se encuentra el famoso estratega venezolano Humberto Hernández.

## Frecuencias
- Santo Domingo 88.5 FM
- Bávaro y Toda la Región Este de país 96.7 FM

## Programas en emisión
- Párate Ya
- Fórmula 40
- La Tarde de LOS40
- La Noche de LOS40
- Del 40 al 1
- Fin de semana 40
- World Dance Music
- LOS40 Weekend Show

## Programas históricos
- Omelette 40 (Ivana Gavrilovic, Sarodj Bertin y Ana Carmen León)[5]